# Piotr Moss
Piotr Moss (ur. 13 maja 1949 w Bydgoszczy) – polski kompozytor, mieszkający na stałe w Paryżu.

## Życiorys
Studia kompozytorskie odbywał w latach 1968–1972 w Państwowej Wyższej Szkole Muzycznej w Warszawie w klasie Grażyny Bacewicz, a po jej śmierci w klasie Piotra Perkowskiego. Konsultacji kompozytorskich udzielał mu także Krzysztof Penderecki. Studia uzupełniał w latach 1976–1977 u Nadii Boulanger w Paryżu.
Od 1981 mieszka w Paryżu. W 1984 przyjął obywatelstwo francuskie.

## Twórczość
Moss jest autorem licznych kompozycji orkiestrowych, kameralnych, solowych, chóralnych a cappella, wokalno-instrumentalnych  o tematyce religijnej oraz scenicznych. Twórczość Mossa zwraca na siebie uwagę przede wszystkim pod względem ilościowym. Na czoło wysuwa się muzyka instrumentalna, w tym – obok dzieł na orkiestrę, solowych oraz utworów przeznaczonych na różne konfiguracje instrumentalne – szereg kompozycji na instrument solo z towarzyszeniem orkiestry. 
W swoich zainteresowaniach wykorzystuje wszystkie niemal gatunki i formy, posługuje się zróżnicowanymi środkami techniki kompozytorskiej, wśród których zauważyć można m.in. aleatoryzm, sonoryzm, wielotony i niekonwencjonalne sposoby wydobycia dźwięku, stosowanie cytatów (także autocytatów). W niektórych utworach, obok tradycyjnego wykorzystuje instrumentarium egzotyczne, dawne i elektroniczne. Obok dzieł instrumentalnych ważne znaczenie w dorobku kompozytorskim Piotra Mossa odgrywają dzieła wokalne i wokalno-instrumentalne, wśród których szereg jest o tematyce religijnej, a także twórczość sceniczna.

## Nagrody i odznaczenia
Piotr Moss jest laureatem licznych nagród i wyróżnień uzyskanych na konkursach kompozytorskich. Należą do nich m.in. następujące pierwsze nagrody:
- 1972 – I nagroda na konkursie kompozytorskim w Krakowie za Tre istanti per arpa sola
- 1977 – Nagroda Stowarzyszenia Przyjaciół Lili Boulanger za twórczość kompozytorską
- 1978 – Główna Nagroda na konkursie Associazione Musicale Valentino Bucchi w Rzymie za Trois pensées...
- 1978 – I nagroda na konkursie im. A. Malawskiego w Krakowie za Garść liści wierzbowych
- 1978 – I nagroda na Międzynarodowym Konkursie Kompozytorskim im. C.M. Webera w Dreźnie za Quartetto per quattro violoncelli
- 1979, konkurs Prix Italia – Nagroda Regionu Apulia w kategorii „Dokument” (Prize of the Regione Puglia for Documentaries) dla filmu Maailman paras paikka (ang. The Best Place in the World, produkcja YLE) – nagrodzeni zostali reżyser i autor scenariusza, Jarmo Jääskeläinen, oraz Piotr Moss jako autor muzyki[1].
- 1982 – I nagroda na Konkursie im. A. Malawskiego za Sonatę na kwartet smyczkowy
- 1982 – I nagroda na konkursie im. J. Cererolsa w Montserrat za Salve Regina
- 1984 – I nagroda na konkursie kompozytorskim we Fresnes za Musique concertante
- 1985 – I nagroda na konkursie kompozytorskim w Brasilii za Stances
- 21 maja 2012 – Festiwal Teatru Polskiego Radia i Teatru Telewizji Polskiej „Dwa Teatry” – Grand Prix festiwalu w kategorii słuchowisk Teatru PR – za opracowanie muzyczne słuchowiska Hamlet Williama Szekspira w reżyserii Waldemara Modestowicza[2].

Ponadto, Piotr Moss otrzymał także szereg drugich nagród, m.in.:
- 1973 – II nagroda na XVI Konkursie Młodych ZKP za Symfonię Charon
- 1983 – II nagroda na Międzynarodowym Konkursie „Berliner Liedertafel” w Berlinie Zachodnim za Glorię
- 1984 – II nagroda na konkursie kompozytorskim w Tours za Dans la nuit...
- 1984 – II nagroda i Nagroda Miasta Trydentu za Oj, lulajże mi lulaj
- 1984 – II nagroda na konkursie kompozytorskim w Bernbach za Der du bist drei in Einigkeit
- 1985 – II nagroda na konkursie kompozytorskim w Eisteddfod (RPA) za Scrabble na chór mieszany
- 1992 – II nagroda na konkursie kompozytorskim w Spittal an der Drau za Es gibt keinen Weg na chór mieszany

Jest także laureatem trzecich nagród, wyróżnień, nagrody I stopnia Przewodniczącego Komitetu ds. Radia i Telewizji, Medalu „Zasłużony dla Kultury Polskiej”. W 2002 roku przyznano mu we Francji tytuł Kawalera Orderu Sztuki i Literatury („Chevalier dans l’ordre des Arts et des Lettres”) za twórczość kompozytorską oraz za zasługi w rozpowszechnianiu kultury we Francji i na świecie.

## Ważniejsze kompozycje

### Orkiestrowe
- Sinfonietta, 1970
- Finis coronat opus, 1970
- Tre movimenti per orchestra da camera, 1971
- Symfonia „Charon”, 1972
- Musica lugubre, 1977
- Sinfonia in dieci parti, 1978
- Incontri, 1981
- ZOO – suita na orkiestrę, 1981
- Silence, 1982
- Hymne, 1985
- Expériences, 1987
- Hymne papal, 1988
- Novella, 1991
- Intrada, 1993
- Tissages – symfonia kameralna, 1993
- Presto, 1997
- Fresque pour orchestre, 1998
- Adagio III, 1999
- Suite LA na orkiestrę i chór (ad libitum), 2001
- Rapsodia na orkiestrę, 2003

### Na instrument solo i orkiestrę
- Koncert skrzypcowy, 1971
- Concertino na fortepian i małą orkiestrę, 1973
- Koncert wiolonczelowy, 1975
- Muzyka w trzech częściach na klawesyn i 3 grupy instrumentów, 1975
- Poemat na wiolonczelę i orkiestrę, 1978
- Koncert na klawesyn i 2 orkiestry smyczkowe, 1980
- Concertino na 2 skrzypiec, 2 kwartety smyczkowe i kontrabas, 1984
- Symfonia koncertująca na flet, fortepian i orkiestrę, 1985
- Rémanences – koncert na harfę celtycką i smyczki, 1986
- Koncert na akordeon i orkiestrę smyczkową, 1987
- Stylisations II na róg i orkiestrę smyczkową, 1987
- Elegia II na wiolonczelę i orkiestrę smyczkową, 1987
- Angst und Form – koncert na saksofon altowy, orkiestrę i sopran obligato, 1988
- D’un silence... – koncert na klarnet (również klarnet basowy) i orkiestrę, 1989
- Espressioni varianti – koncert na harfę, 2 flety, 2 perkusje i 2 orkiestry smyczkowe, 1990
- Mélancolies d’automne na saksofon altowy i orkiestrę smyczkową, 1991
- Canti na flet i smyczki, 1992
- Capriccio na fortepian i smyczki, 1994
- Printemps na skrzypce i smyczki, 1994
- Adagio II na organy i smyczki, 1996
- Capriccio na fortepian i smyczki, 1996
- Concerto–Rhapsodie na puzon i orkiestrę, 1996
- Fantaisie na wiolonczelę i smyczki, 1996
- Visages – koncert na obój i orkiestrę kameralną, 1999
- Voyage – koncert na 2 harfy i orkiestrę, 2000
- Cinq pièces na flet, harfę i smyczki, 2001
- Portraits – koncert na fortepian i orkiestrę, 2002
- Prières  – II koncert na wiolonczelę i orkiestrę, 2003

### Kameralne
- Per esempio – musica per sedici esecutori, 1972
- Kwartet smyczkowy, 1973
- Trio na skrzypce, wiolonczelę i fortepian, 1974
- Giorno per dieci esecutori, 1975
- Dialogi na skrzypce i fortepian, 1977
- Retours na kwinet dęty, 1977/94
- Utwór na 4 puzony, 1977
- Quartetto per quattro violoncelli, 1978
- Trois pensées na klarnet i zespół instrumentalny, 1979
- Avant le départ na saksofon sopranowy i perkusję, 1981
- Quatre émotions na 4 perkusje, 1981
- Cinque intermezzi na 2 skrzypiec, 1982
- Hésitations na trio stroikowe i perkusję, 1982
- Historyjki na 3 fagoty, 1982
- Polonez dramatyczny na wiolonczelę i fortepian, 1982
- Sonata na kwartet smyczkowy, 1982
- Des rêves abandonnés – muzyka na 4 klarnety, 1983
- Quatre poésies na saksofon altowy i harfę, 1983
- Nostalgies I na klarnet (również klarnet basowy) i 2 kwartety smyczkowe, 1983
- Musique en trois mouvements na wiolonczelę i zespół instrumentalny, 1983
- Demarches na klarnet i akordeon, 1984
- Esquisse lyrique na fagot i fortepian, 1984
- Introduction et allegro na fortepian i organy, 1984
- Hymne na trąbkę i organy, 1984
- III kwartet smyczkowy „Nuits...”, 1984
- Stances – trio na klarnet, wiolonczelę i fortepian, 1984
- Récurrences na kwartet dęty, 1985
- Abendmusik na obój i trio smyczkowe, 1985
- Musique élégiaque na fagot i kwintet smyczkowy, 1986
- Elegia „Alexandre Tansman in memoriam” na 2 wiolonczele, 1986
- Form III na 2 klarnety basowe i 2 krotale, 1986
- Retours na kwintet dęty, 1986
- Form V na flet, wiolonczelę i fortepian, 1987
- Maillons na klawesyn i kwartet smyczkowy, 1987
- Regards eloignées na gitarę i akordeon, 1987
- Soli, duetti e tutti dla 7 wykonawców, 1987
- Maximen und Reflexionen na fortepian i kwintet smyczkowy, 1988
- Scènes na zespół instrumentalny, 1988
- Trois novelettes na kwintet saksofonowy, 1988
- Métaphores na saksofon altowy i fortepian, 1989
- Quartettino na trio stroikowe i akordeon, 1990
- Quartettsatz na fortepian i trio smyczkowe, 1990
- Sonata na saksofon altowy i fortepian, 1990
- Thèmes variés na róg i fortepian, 1990
- Valses... na zespół instrumentalny, 1991
- Andante religioso na wiolonczelę i fale Martenota, 1992
- Form X na gitarę i kwartet smyczkowy, 1992
- Psaume na wiolonczelę i 2 fortepiany, 1992
- Ragtime II pour huit violoncelles, 1992
- Vestiges na zespół instrumentów dawnych, 1992
- Arc-en-ciel na 8 wiolonczel, 1993
- Dédicace I na kwartet smyczkowy, 1994
- Dédicace II na flet, gitarę i altówkę, 1994
- Duos na 2 skrzypiec, 1994
- In una parte na mandolinę, gitarę i harfę, 1994
- Form XI na 2 saksofony altowe, 1995
- Ragtime III na wiolonczelę i puzon, 1995
- Petite abeille na kwartet saksofonowy, 1996
- La solitude de l’épouvantail na skrzypce, wiolonczelę i fortepian, 1997
- Dédicace IV na flet i harfę, 1997
- Form XII na 3 flety, 1998
- Petite valse bizarre na wiolonczelę i fortepian, 1999
- Jeux aléatoires na wiolonczelę i fortepian, 1999
- Misterioso na 2 wiolonczele, 2000
- Tempo di tango na flet, gitarę i altówkę, 2000
- Form XIII na 4 rogi, 2002
- Ombres na 10 skrzypiec i fortepian, 2002

### Solowe
- Tre istanti per arpa sola, 1971
- Musica per organo solo, 1973
- Suite pour Alina na fortepian, 1978
- Sonata na wiolonczelę, 1981
- Cinq impromptus na gitarę, 1982
- Petites histories na fagot, 1982
- Nocturnes na klawesyn, 1983
- Melodia na organy, 1984
- Récit na wiolonczelę, 1991
- Solo II na wiolonczelę, 1985
- Chants brisés pour cuivres, 1986
- Solo III na akordeon, 1991
- Form VIII na organy, 1991
- Solo IV na saksofon altowy, 1992
- Form IX na fortepian, 1992
- Lacrimosa na organy, 1992
- Thrène VIII na wiolonczelę, 1992
- Nocturne II na perkusję, 1993
- Plainte na wiolonczelę, 1998
- Slide na klarnet solo, 1999
- Quatre improvisations na harfę solo, 2001
- Sternlicht-Sonate na fortepian, 2002
- Etude de concert na fortepian, 2003

### Chóralne a cappella
- Abecadło na 4-głosowy chór mieszany a cappella, sł. W. Broniewski, 1977
- Scrabble na chór mieszany a cappella, 1982
- Invocatio na chór mieszany a cappella, sł. M. Luter, 1985
- Magnificat III na solistów i chór, 1985
- Agnus Dei – I wersja na chór mieszany a cappella, 1986
- Agnus Dei – II wersja na chór żeński a cappella, 1988
- Es gibt keinen Weg na chór, sł. P. Lachmann, 1991
- Zeitstille na oktet męski, 1993; Spandauer Messe na 3 chóry żeńskie, 1994

### Wokalno-instrumentalne
- Antyerotyki na sopran i zespół kameralny, sł. M. Kalota-Szymańska, 1969
- Białe charty czasu – Grażyna Bacewicz in memoriam na recytatora i 4 wiolonczele, sł. J.M. Rymkiewicz, 1969
- Trzy treny Jana Kochanowskiego na tenor, 2 chóry i orkiestrę kameralną, 1969
- Szkice o miłości na sopran i zespół instrumentalny, 1972
- Garść liści wierzbowych na baryton i zespół instrumentalny, 1978
- Salve Regina na chór dziecięcy i organy, 1981
- Gloria na chór mieszany, 3 trąbki, 3 puzony i organy ad libitum, 1982
- Magnificat I na chór dziecięcy i organy, 1983
- Der du bist drei in Einigkeit na chór mieszany i kwintet smyczkowy, 1984
- Le violon de Maria na aktorkę i 7 instrumentów, 1984
- Missa Tempore Adventus na głosy solowe, chór, organy i perkusję, 1984
- Défets, oratorium na 2 głosy solowe, 2 recytatorów, chór, taśmę i orkiestrę, 1987
- Aus der Tiefe, kantata na bas, chór mieszany i zespół instrumentalny, 1987
- Musik einer Sommernacht, oratorium na chór, carillon i orkiestrę, 1989
- Sueños, oratorium na mezzosopran, chór i orkiestrę, 1990
- Epilog, na chór żeński i organy, 1992
- Évocations, na chór mieszany i zespół instrumentalny, 1992
- Stèle, na chór mieszany i kwartet smyczkowy, 1992
- Ugui na recytatora i orkiestrę, sł. J.-L. Bauer, 1993
- Dédicace III na sopran i gitarę, 1995
- Gédéon, oratorium na 2 recytatorów, chór dziecięcy, chór mieszany, zespół instrumentów ludowych i orkiestrę, sł. J.-L. Bauer, 1996
- De l’amour na tenor i orkiestrę, sł. J.-L. Bauer, 1997
- Dzień – Noc, kantata do tekstów futurystów polskich na alt i orkiestrę, 1997
- Sonnet pour Astrée na baryton i fortepian, 1999
- Le cirque de Giuseppe na recytatora i orkiestrę, sł. J.-L. Bauer, 1997
- De la vie... na baryton i zespół instrumentalny, sł. A. Mickiewicz, przeł. J.-L. Bauer, 1998
- Tango, na chór i orkiestrę, 2000
- Le petit singe bleu, na recytatora i orkiestrę, sł. J.-L. Bauer, 2000
- Weihnachtskantate na sopran, chór żeński, organy i smyczki, 2000
- Meditation und Psalm na chór i orkiestrę, 2001
- Stabat Mater na mezzosopran, chór i 8 wiolonczel, 2002
- Intermède na 2 orkiestry dęte, 2003
- Passage na chór, orkiestrę i orkiestrę dętą, sł. J.-L. Bauer, 2003
- Wiersze Kawafisa (2013)

### Sceniczne
- Prokris, balet, 1971
- Les fragments de la montagne, opera, 1988
- Karla, opera, libretto J.-L. Bauer, 1996
- Les ailes de Jean-Pierre, opera w jednym akcie, libretto J.-L. Bauer, 1997
- Le Monstre, opera kameralna, libretto J.-L. Bauer, 1998

### Inne
- muzyka teatralna, filmowa, radiowa i telewizyjna
- muzyka rozrywkowa
- aranżacje
- opracowania muzyki poważnej i ludowej